# Verő Bán Linda
Verő Bán Linda, született Bán Linda (Budapest, 1976 –) rebecen, író, oktató. A Zsidongó ismeretterjesztő gyerekkönyv sorozat írója, a Frankel Leó utcai zsinagóga rebecenje, informális oktató, a Hillel Alapítvány igazgatója, a BBYO Hungary ifjúsági közösség alapítója.

## Életútja
A Jeruzsálemi Héber Egyetem művészettörténet szakán végzett 2001-ben. Ösztöndíjat nyert a Paideia - The European Institute for Jewish Studies in Sweden - egyéves programjára. 2002-ben házasságot kötött Verő Tamás rabbival, akivel azóta együtt építik a Frankel Zsinagóga közösségét.
Verő Bán Linda 2008-ban írta meg a Zsidongó könyvsorozat első könyvét, a Hanukai Zsidongót, majd a következő években a sorozat többi részét. A könyvsorozat a zsidó ünnepeket és hagyományokat mutatja be. A könyvek megjelentek angol, német, francia, szlovák és orosz nyelven is.
A Huffington Post oldalán 2010-ben a What Does It To Be Jewish? könyv bekerült a legjobb öt zsidó témájú könyv közé.
2011-ben a Kossuth Kiadó Népek Meséi sorozatából a Zsidó Népmesék könyvet szerkesztette.
2015-ben alapította meg a BBYO Hungary ifjúsági közösséget, amely a nemzetközi BBYO szervezet tagja.

## Megjelent könyvek magyar nyelven[8]
- Hanukai zsidongó; Hillel Zsidó Oktatási és Ifjúsági Központ Alapítvány, Bp., 2008[9]
- Hanukai zsidongó; 2. bőv. kiad.; Hillel Zsidó Oktatási és Ifjúsági Központ Alapítvány, Bp., 2009 (németül és szlovákul is)
- Purimi zsidongó; Hillel Zsidó Oktatási és Ifjúsági Központ Alapítvány, Bp., 2009[10]
- Pészáchi zsidongó; Hillel Zsidó Oktatási és Ifjúsági Központ Alapítvány, Bp., 2009
- Őszi ünnepek zsidongója. Ros Hásáná, Jom Kipur, Szukot, Szimchát Torá; Hillel Zsidó Oktatási és Ifjúsági Központ Alapítvány, Bp., 2009
- Maja & Beni jel-képes zsidongója; Hillel Zsidó Oktatási és Ifjúsági Központ Alapítvány, Bp., 2009
- Helló Isten!
- Mit jelent zsidónak lenni?; Hillel Zsidó Oktatási és Ifjúsági Központ Alapítvány, Bp., 2010 (Zsidongó könyvek) (angolul, németül, oroszul és románul is)
- Mesés képek egy zsidó család életéből; Hillel Zsidó Oktatási és Ifjúsági Központ Alapítvány, Bp., 2011(Zsidongó könyvek) (angolul is)
- Héber dalok zsidó ünnepekre; Hillel Zsidó Oktatási és Ifjúsági Központ Alapítvány, Bp., 2011 + CD (Zsidongó könyvek) (angolul is)
- Interaktív Hágádá (pészah)
- Széder esti zsidongó; Hillel Zsidó Oktatási és Ifjúsági Központ Alapítvány, Bp., 2011
- Zsidó népmesék; összeáll. Bán Linda; Kossuth, Bp., 2011 (Népek meséi)
- A lepedőn túl; Hillel Zsidó Oktatási és Ifjúsági Központ Alapítvány, Bp., 2017 (Zsidongó könyvek)

## Díjai, elismerései
- Best Jewish Book of 2010 - Huffington Post[11]
- Várhegyi György díj az oktatásban végzett kiemelkedő munkájáért (2013)[12]
- Hanukatalizátor díj[13] (2015) a zsidó közösségben végzett munkájáért.